# Драгољуб Јеличић
Драгољуб Јеличић (Кордун, 1902 – Никшић, 1963) био је један од најмлађих војника у Првом светском рату. Са једанаест година је постао редов, а наредне године кроз битке стекао чинове каплара, поднаредника и наредника. У борбама је шест пута рањаван и три пута одликован Златном медаљом за храброст.
Драгољуб Јеличић је син избеглица са Кордуна, који су пребегли у Шабац, због терора који је у Аустроугарској завладао над Србима. Пошто је као мали остао без оца, у марту 1912. године, кренуо је за Београд, са надом да ће га примити у војску. Прво време по доласку продавао је новине, а викендом радио на рингишпилу. По избијању Првог балканског рата, пријавио се у војску, али због година је одбијен, али на препоруку самог регента Александра Карађорђевића, примљен је за питомца на Двору, у којем остаје до 1914. године. У жељи да се активно бори, учествовао је у одбрани Београда, борбама у Мачви, Јадру, Дрини... Због рана није се могао повући са војском преко Албаније и пада у заробљеништво. После неколико месеци проведених у заробљеништву, успешно бежи и великом упорношћу је стигао на Солунски фронт, да би учествовао у пробијању фронта.
Преживео је и Први и Други светски рат и нацистичке казамате, а крај рата дочекао је у партизанској униформи.
Био је глумац и члан Удружења драмских уметника Београда. После Другог светског рата вратио се тој љубави и након Београда, Јагодине, Скопља, Тузле и Ријеке, обрео се у Народном позоришту у Никшићу.
Умро је 1963. године, а иза њега су остале три кћерке, које данас живе у Никшићу.